# Heilpädagogik online
Heilpädagogik online war eine vierteljährlich erscheinende Onlinepublikation für Sonder- und Heilpädagogik.
Jede Ausgabe brachte durchschnittlich drei Fachartikel, Rezensionen aktueller Fachliteratur, einen Terminkalender für Fachveranstaltungen und gelegentlich Interviews.
Die Zeitschrift verfolgte das Ziel, die Heilpädagogik einer breiten Öffentlichkeit bekannt zu machen und den Anschluss der deutschsprachigen Heilpädagogik an die internationale Forschungsgemeinschaft zu fördern. Sie enthält Beiträge von namhaften Heilpädagogen und Wissenschaftlern.
Heilpädagogik online war die erste Fachzeitschrift aus dem Bereich der Sonderpädagogik, die kostenfrei als Open Access zum Download angeboten wurde. Die Erstausgabe erschien im Oktober 2002. Die letzte Ausgabe erschien 2011. Die Herausgeber waren Sebastian Barsch, Tim Bendokat und Markus Brück. Die Herausgabe der Zeitschrift wurde vom Verein „Heilpädagogik im Netz e.V.“ unterstützt.
Alle Ausgaben können von der Homepage der Zeitschrift sowie von diversen Universitätsbibliotheken und vom Server der Deutschen Nationalbibliothek heruntergeladen werden.